# Каликино (Липецкая область)
Кали́кино — село в Добровском районе Липецкой области. Входит в Каликинский сельсовет.

## География
Расположено на правом берегу реки Воронежа при впадении в неё небольшой речки. Одно из крупнейших сёл Липецкой области.

## История
Каликино известно с 1627—1628 годов как село Лебедянского уезда, владение московского Новоспасского монастыря.
В 1862 году по данным Списка населённых мест Каликино было крупнейшим селом Лебедянского уезда. В казённом селе насчитывалось 633 двора с 4962 жителями (2443 мужского пола и 2519 женского), функционировала ярмарка, мельница и училище. Согласно словарю Брокгауза и Ефрона в конце XIX — начале XX века в селе проживало свыше 7 тысяч человек и оно являлось крупнейшим в Лебедянском уезде.
Притяжательная форма названия говорит о принадлежности села человеку с фамилией Калика или Каликин. Однако таких обнаружено не было.
Село знаменито разводимой здесь породой свиней — каликинской.

## Население
| 1959 | 2002  | 2009  | 2010  | 2021  |
| ---- | ----- | ----- | ----- | ----- |
| 5707 | ↘3382 | ↘3309 | ↘2959 | ↗3239 |

## Люди, связанные с селом
- Быков, Михаил Никифорович
- Шахов, Василий Васильевич

## Примечание
1. 1 2  Итоги Всероссийской переписи населения 2020 года (по состоянию на 1 октября 2021 года)
2. ↑  Список населённых мест по сведениям 1862 года / А. Артемьев. — СПб.: Центральный статистический комитет министерства внутренних дел, 1866. — Т. XLII Тамбовская губерния. — С. 89. — 186 с.
3. ↑  Крупнейшими сёлами Лебедянского уезда Тамбовской губернии (по данным за 1893 год) были:  Каликино — 7110 человек, Доброе — 4960, Куйман — 4289
4. ↑  Всесоюзная перепись населения 1959 года. Численность сельского населения РСФСР - жителей сельских населённых пунктов - районных центров по полу
5. ↑  Всероссийская перепись населения 2002 года. Численность населения субъектов Российской Федерации, районов, городских поселений, сельских н
6. ↑  Всероссийская перепись населения 2010 года. Численность и размещение населения Липецкой области